# Paraperonia jousseaumei
Paraperonia jousseaumei is een slakkensoort uit de familie van de Onchidiidae. De wetenschappelijke naam van de soort is voor het eerst geldig gepubliceerd in 1934 door Labbé.